# 國軍左營總醫院

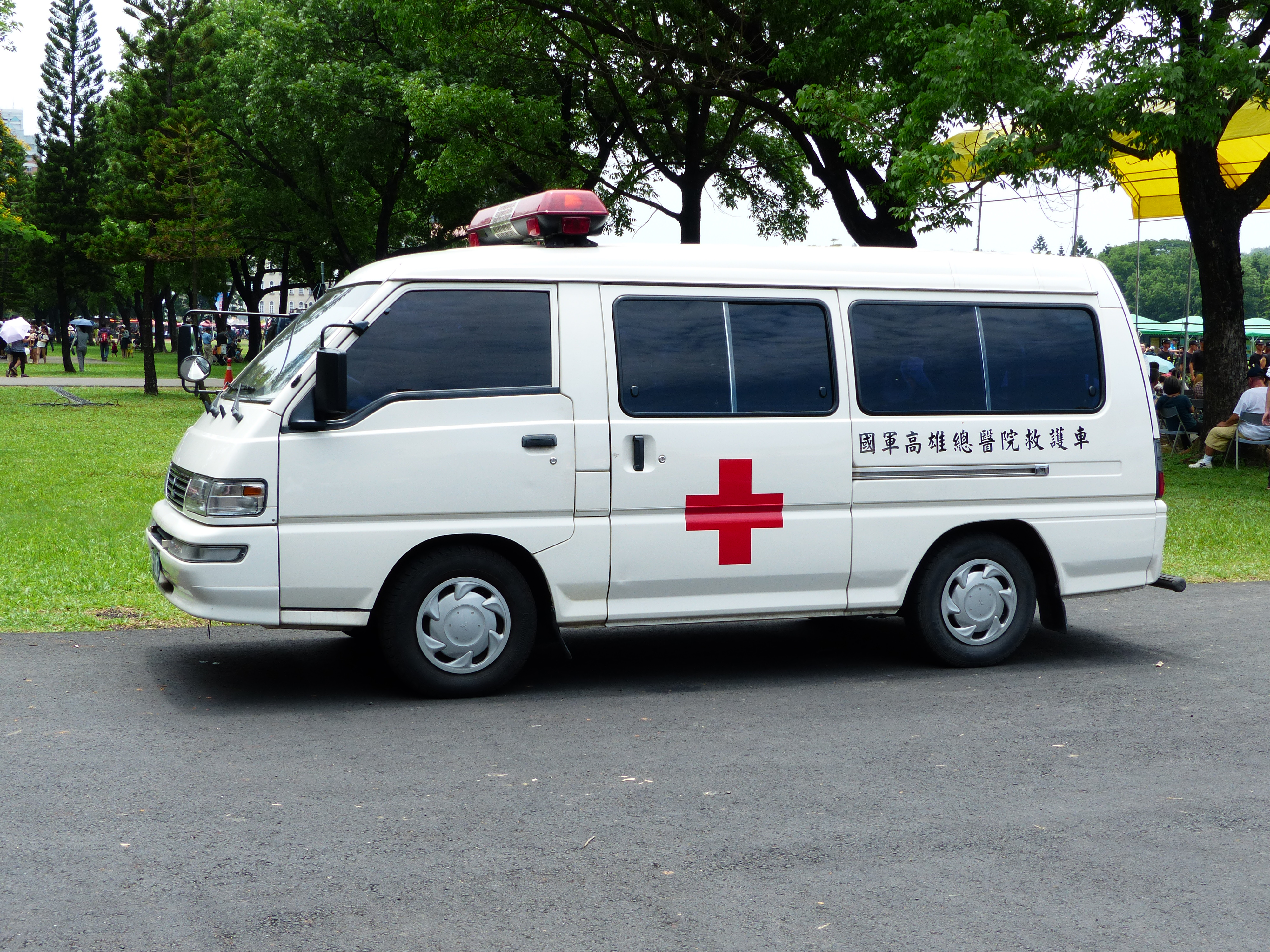
國軍高雄總醫院救護車

國軍左營總醫院是中華民國國防部軍醫局所管理的一間軍醫院，番號陸軍第八○六總醫院，位於高雄市左營區軍校路553號，曾名海軍總醫院。除對軍職人員及其眷屬提供醫療服務和因應國防和軍事需求的醫學研究活動外，也以「國軍左營總醫院附設民眾診療服務處」名義對一般大眾提供醫療服務。

## 歷史沿革
曾名海軍總醫院、國軍八○六總醫院。
2013年1月1日，國軍左營總醫院裁併納編至國軍高雄總醫院，改為國軍高雄總醫院左營分院。
2023年11月左營分院升格為總醫院，更銜為國軍左營總醫院。

### 名稱變化
- 1945年，國民政府來台後，收編為「海軍醫院」
- 1947年，更名為「海軍第三醫院」
- 1949年，正式定名為「海軍總醫院」
- 1982年起，醫院評鑑評定為「區域教學醫院」
- 1995年，因精進案改名為「國軍八○六總醫院」
- 1998年，因精實案更名為「國軍左營醫院」
- 2002年，實施國防二法，改隸屬國防部軍醫局
- 2005年，更名為「國軍左營總醫院」
- 2013年，更名為「國軍高雄總醫院左營分院」
- 2023年，更銜為「國軍左營總醫院」

## 外部連結
- 官方网站